# Hayes & Yeading United
Hayes & Yeading United (offiziell: Hayes & Yeading United Football Club) ist ein englischer Fußballverein aus Hayes, London Borough of Hillingdon, Greater London, der 2013/14 in der Conference South, der sechsthöchsten Spielklasse in England, spielt. Die Spielstätte des Vereins ist das 6.036 Plätze fassende Kingfield Stadium in Woking, welches sich der Verein mit dem FC Woking teilt.

## Vereinsgeschichte
Der Verein entstand im Jahr 2007 aus einer Fusion der beiden Conference-South-Vereine FC Hayes und FC Yeading. Der neue Verein Hayes & Yeading United übernahm dadurch den Platz des FC Hayes in der Conference South. In der Saison 2007/08 errang der Verein 54 Punkte in der Conference South und belegte den 13. Rang. In der darauffolgenden Spielzeit erreichte Hayes & Yeading United mit 81 Zähler der 4. Schlussrang, welcher zur Teilnahme an den Playoff-Spielen zum Aufstieg in die Conference National berechtigte. In diesen wurden der FC Eastleigh und Hampton & Richmond Borough besiegt und somit erstmals der Aufstieg in die Conference National sichergestellt.
2012 stieg der Verein wieder in die Conference South ab.

## Ligazugehörigkeit
- 2007–2009: Conference South
- 2009–2012: Conference National
- 2012–2016: Conference South
- 2016–2017: Southern League Premier Division
- 2017–2018: Southern League Division One East
- 2018–2019: Isthmian League South Central Division
- 2019–2024: Southern League Premier Division
- seit 2024: Isthmian League South Central Division

## Erfolge
- Conference South (Playoff-Sieger): 2008/09

## Bekannte Spieler
- Steve Basham
- Justin Cochrane
- Scott Fitzgerald